# Бранкович, Джордже
Джордже Бранкович (серб. Ђорђе Бранковић, Đorđe Branković; 1645, Инеу — 19 декабря 1711, Хеб) — сербский политический деятель, историк.

## Биография
Происходил из знатного сербского рода.
В 1675—1677 годах являлся посланником князя Трансильвании в Османской империи. Позднее находился на службе у валашского господаря. Способствовал сближению Валахии с Австрией.
Во время австро-турецкой войны 1683—1699 годов выступил с планом создания при поддержке Австрии «Иллирийского королевства» — крупного славянского государства на Балканах. Заинтересовавшись этим планом и рассчитывая использовать Бранковича как своего агента, Габсбурги 20 сентября 1688 года удостоили его титула «граф Священной Римской империи». Однако обращение Бранковича к порабощенным турками народам с призывом поднять восстание независимо от планов Австрии привело к аресту его австрийскими властями в октябре 1689 года и пожизненному заточению.
В австрийских тюрьмах (в Вене, позднее в Хебе) написал «Славяно-сербскую хронику», в которой излагал историю Сербии и прилегающих к ней стран. «Хроника» сохранилась в нескольких рукописях, издана часть текста.